# De fire årstider (Vivaldi)
 For alternative betydninger, se De fire årstider. (Se også artikler, som begynder med De fire årstider)
De fire årstider (Le quattro stagioni på italiensk) er fire violinkoncerter skrevet af Antonio Lucio Vivaldi. De er hans mest kendte værk. Stykkerne blev skrevet i 1723 og uropført i 1725. De fire solokoncerter hedder "Foråret", "Sommeren", "Efteråret" og "Vinteren". Vivaldi skrev sonetter til hver koncert.

## Vinterens Tekst
A At sjokke rystende af kulde hen ad den tilsneede gade, 
B Gennemtrængt til marven af vindens hvast bidende ånde, 
C At løbe omkring stampende med de valne fødder, 
D At sidde med klaprende tænder, halvdød af kulde.

## Lydfiler
| Foråret 1: Allegro                                     |
|                                                        |
| Fra Vivaldis "De fire årstider". John Harrison, violin |

| Foråret 2: Largo                                       |
|                                                        |
| Fra Vivaldis "De fire årstider". John Harrison, violin |

| Foråret 3: Allegro                                     |
|                                                        |
| Fra Vivaldis "De fire årstider". John Harrison, violin |

| Sommeren 1: Allegro non molto                          |
|                                                        |
| Fra Vivaldis "De fire årstider". John Harrison, violin |

| Sommeren 2: Adagio                                     |
|                                                        |
| Fra Vivaldis "De fire årstider". John Harrison, violin |

| Sommeren 3: Presto                                     |
|                                                        |
| Fra Vivaldis "De fire årstider". John Harrison, violin |

| Efteråret 1: Allegro                                   |
|                                                        |
| Fra Vivaldis "De fire årstider". John Harrison, violin |

| Efteråret 2: Adagio molto                              |
|                                                        |
| Fra Vivaldis "De fire årstider". John Harrison, violin |

| Efteråret 3: Allegro                                   |
|                                                        |
| Fra Vivaldis "De fire årstider". John Harrison, violin |

| Vinteren 1: Allegro non molto                          |
|                                                        |
| Fra Vivaldis "De fire årstider". John Harrison, violin |

| Vinteren 2: Largo                                      |
|                                                        |
| Fra Vivaldis "De fire årstider". John Harrison, violin |

| Vinteren 3: Allegro                                     |
|                                                         |
| Fran Vivaldis "De fire årstider". John Harrison, violin |

| Musik | Spire Denne musikartikel er en spire som bør udbygges. Du er velkommen til at hjælpe Wikipedia ved at udvide den. |